# 拼配茶

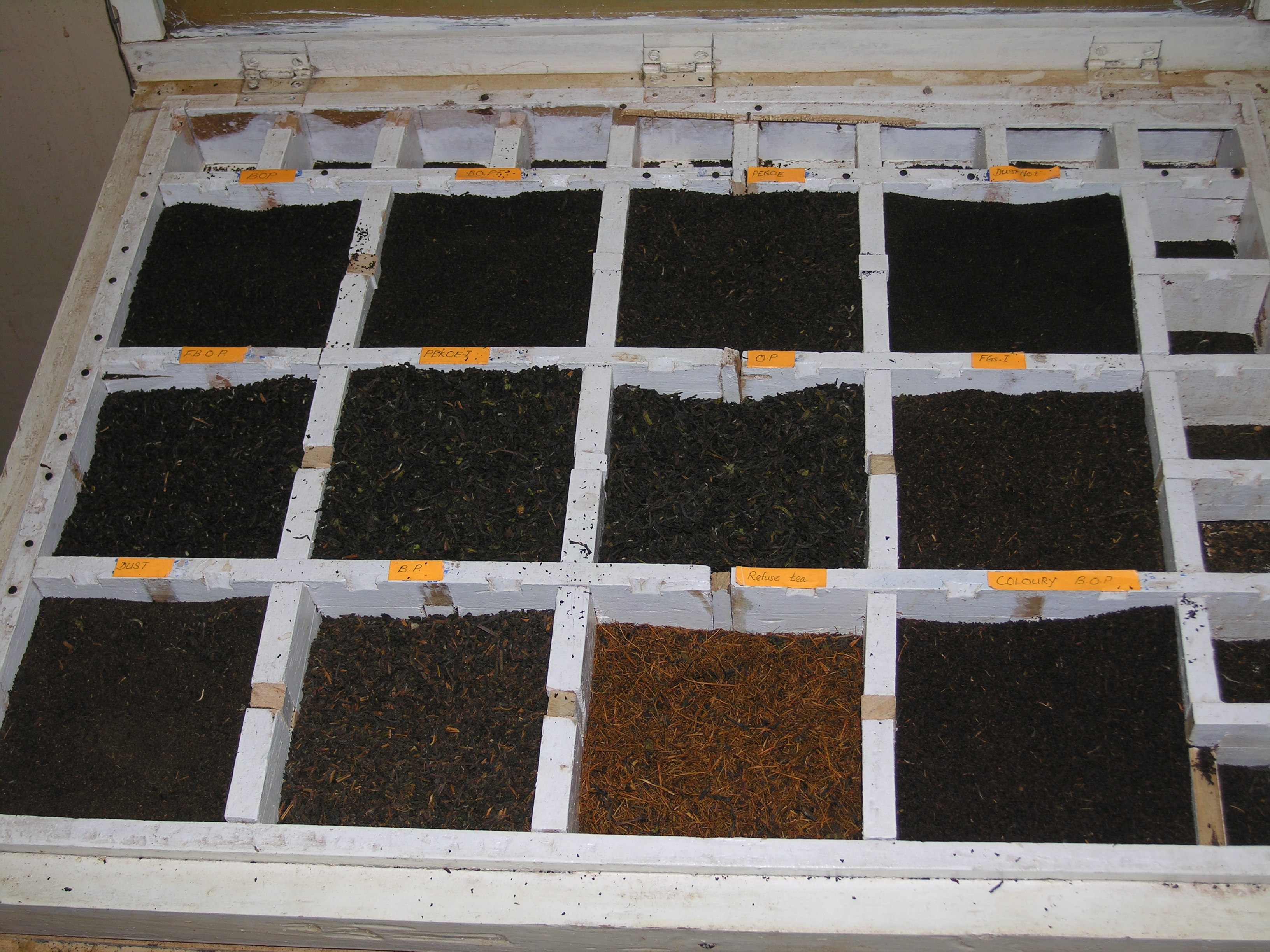
斯里蘭卡一家茶廠按特性和品質對茶葉進行分類的樣品盤，可組成各種不同類型的拼配茶

拼配茶是指將不同地区、不同等級或者不同類型的茶葉混合在一起後再加工的茶。拼配茶與原始茶在味道上已經有所不同。許多人會以不同地區的红茶、普洱茶為原料，經壓縮加工後製成拼配茶，例如不同地區的紅茶被混合在一起後製成袋茶，不過拼配茶製成後相同批次的拼配茶口味應該一致。不然的話消費者會察覺到味道的差異。